# Albert Devèze
Albert Joseph Charles Devèze (* 6. Juni 1881 in Ypern, Belgien; † 28. November 1959 in Brüssel) war ein belgischer Jurist und liberaler Politiker. Von 1912 bis zu seinem Tod war er Mitglied der belgischen Abgeordnetenkammer für den Wahlkreis Brüssel-Halle-Vilvoorde sowie zwischenzeitlich von 1939 bis 1946 für den Wahlkreis Verviers. Zudem gehörte er im Laufe seiner politischen Laufbahn als Minister verschiedenen Regierungen an. So war er von 1920 bis 1923, von 1932 bis 1936 und von 1949 bis 1950 Verteidigungsminister, von 1939 bis 1940 Innenminister und 1946 Wirtschaftsminister von Belgien. In den Jahren 1926 bis 1933 war er Vorsitzender der Liberale Partij.

## Leben
Nach dem Studium der Rechtswissenschaften an der Freien Universität Brüssel sowie der anschließenden Promotion zum Doktor der Rechtswissenschaften war er ab Juni 1902 als Rechtsanwalt in Brüssel tätig. Schon früh engagierte er sich in der Politik – zunächst für die Katholische Partei, dann für die Liberalen. Seine politische Laufbahn begann in der Kommunalpolitik. Devèze war von 1907 bis 1921 Mitglied des Gemeinderates von Schaarbeek und von 1938 bis 1939 von Ixelles/Elsene. Gleichzeitig war er von 1906 bis 1919 Vorsitzender der Jeunesses libérales de Belgique. 1912 wurde er als Kandidat der Liberale Partij erstmals zum Mitglied der Abgeordnetenkammer gewählt und war dort bis 1939 Vertreter der Interessen des heutigen Wahlkreises Brüssel-Halle-Vilvoorde.
Zu Beginn des Ersten Weltkriegs meldete sich Devèze als Freiwilliger und diente vier Jahre lang an der Front. 1920 wurde er 1920 von Premierminister Henri Carton de Wiart als Verteidigungsminister in dessen Kabinett berufen und behielt dieses Amt auch unter dessen Nachfolger Georges Theunis bis 1923. Am 17. April 1923, während der alliierten Rheinlandbesetzung, die durch zahlreiche Attentate auf Züge und Eisenbahnanlagen geprägt war, reiste der Minister zusammen mit seinem französischen Kollegen, dem Minister für öffentliche Arbeiten, Yves Le Trocquer, in einem Schnellzug von Brüssel nach Köln. Bei Düren wurde eine Brücke vor dem Zug gesprengt, kurz bevor er sie befahren sollte. Der Zug konnte noch vor der beschädigten Brücke halten. Nach 1923 war Albert Devèze neben seiner Abgeordnetentätigkeit wieder verstärkt als Anwalt aktiv. Zudem hatte er von 1927 bis 1932 den Vorsitz der Liberale Partij inne und war von 1930 bis 1932 als Minister ohne Geschäftsbereich erneut Mitglied der Regierung. Daneben war er von 1930 bis 1947 Präsident des Institut international des Sciences administratives in Brüssel.
Devèze gehörte dem Kabinett der Premierminister Charles de Broqueville, Theunis und Paul van Zeeland von 1932 bis 1936 erneut als Verteidigungsminister an. 1936 gab er das Ressort an General Henri Denis ab. Zwischen 1939 und 1946 war er Mitglied der Abgeordnetenkammer, wobei er diesmal die Interessen des Arrondissements Verviers vertrat. Zugleich war er von 1939 bis 1940 Innenminister in der Regierung von Premierminister Hubert Pierlot. Anschließend war er als Oberstleutnant der Artillerie am Feldzug im Jahr 1940 beteiligt.
Nach seiner Wiederwahl zum Mitglied der Abgeordnetenkammer 1946, in der er diesmal wieder bis 1958 seinen alten Wahlkreis Brüssel-Halle-Vilvoorde vertrat, war er 1946 kurzzeitig Wirtschaftsminister. Zuletzt wurde er im August 1949 von Premierminister Gaston Eyskens zum Vizepremierminister und Verteidigungsminister in der Regierung G. Eyskens I ernannt. Diese Regierung trat während der Königs- und Parlamentskrise am 6. Juni 1950 zurück.
Dezève starb am 28. November 1959 im Alter von 78 Jahren.

## Auszeichnungen
Für seine Verdienste als Soldat wurde Devèze mehrfach ausgezeichnet. So wurde ihm das Großkreuz des Leopoldsordens und des Kronenordens verliehen, er war Offizier des Ordens Leopolds II., und er wurde mit dem Kriegskreuz, dem Croix de l’Yser, dem Feuerkreuz, der Médaille du Volontaire Combattant, dem französischen, polnischen und italienischen Kriegskreuz, der Distinguished Service Medal der Vereinigten Staaten und dem Großkreuz der Ehrenlegion ausgezeichnet.
Devèze wurde 1947 zum Ehrenpräsident des Institut international des Sciences administratives ernannt. Er war Präsident der International Law Association und Delegierter Belgiens beim Institut international pour l’unification du droit.

## Veröffentlichungen (Auswahl)
- Aujourd'hui : étude pour l'après-guerre économique. Berger-Levrault, Nancy 1919.
- La Belgique devant le péril. Impr. H. et M. Schaumans, Brüssel 1932.